# Karl Sim
Ne doit pas être confondu avec Karl Sims.
Pour les articles homonymes, voir Sim.
Karl Sim, connu aussi sous le nom de Carl Feoder Goldie (6 décembre 1923 - 21 octobre 2013) est un faussaire néo-zélandais connu pour être le seul faussaire condamné pour ce délit dans ce pays.

## Origines et formation
Karl Sim est né à Mangaweka dans la région du Manawatū-Whanganui en 1923. À partir de 14 ans, il apprend à peindre avec le professeur Harry Linley Richardson, à l'école technique de Palmerston North. Il apprend en copiant de grands maîtres, notamment les tableaux de Charles F. Goldie.
Il gagne sa vie en exerçant diverses professions, telles que sourcier, peintre en lettres, puis gérant d'une boutique de vins à Foxton, tout en poursuivant sa formation artistique.

## Activité de faussaire

### Débuts
Alors qu'il a une quarantaine d'années, il découvre par hasard que les tableaux qu'il a produits au cours de ses travaux scolaires sont vendus par l'école comme des originaux. Il décide d'en profiter pour son propre compte et commence à vendre ses faux en plus de ses antiquités dans sa boutique. Il imite le style de Frances Hodgkins, de Colin McCahon, de van der Velden et bien sûr de Charles F. Goldie. Sa plus belle vente est une copie d'un van Dyck pour 600 $.

### Arrestation et condamnation
En 1985, le nombre de tableaux sortant de la boutique éveille les soupçons ; la police effectue une perquisition au magasin de Karl Sim et l'arrête. L'enquête révèle des erreurs dans les signatures, avec par exemple un V majuscule à van der Velden ou encore la forme van der Volden.

### Faussaire de métier
Reconnu coupable, il est condamné à 200 heures de travaux d'intérêt général et 1 000 $ d'amende.
Il prend le nom Carl Feoder Goldie, afin de pouvoir signer légalement son travail sous le nom de C.F. Goldie comme Charles Frederick Goldie.
Karl Sim poursuit ses travaux de faussaire en puisant parmi les œuvres d'autres artistes jusqu'à peu de temps avant sa mort, mais écoule sa production via des associés dans des maisons de vente aux enchères en Nouvelle-Zélande et en Australie, et même jusqu'au Royaume-Uni.
En 2000, dans une vente aux enchères à Auckland, six tableaux signés Gauguin sont exposés, mais un commissaire priseur affirme que les faux sont évidents, puisque Karl Sim a utilisé les mêmes techniques et pigments que pour ses productions précédentes, et que ces tableaux ne sauraient être pris pour des originaux par les experts,. 
En 2003, il publie un livre autobiographique intitulé Good As Goldie (Aussi bon que Goldie).

### Festival de Mangaweka
En 2007, il est l'invité d'honneur d'un festival consacré aux faussaires organisé à Mangaweka, sa ville natale. La même année, il est présenté par Bonnie Sheppard[Qui ?] comme le huitième[pourquoi ?] plus grand faussaire au monde. En 2011, il participe à nouveau à ce festival devenu biennal mais meurt peu avant celui de novembre 2013, auquel il aurait dû participer.

## Mort
Il meurt le 21 octobre 2013 à l'hôpital North Shore d'Auckland, en Nouvelle-Zélande.

## Postérité
Karl Sim est la seule personne à avoir été condamnée pour faux en Nouvelle-Zélande.
Sa maison à Hunterville est devenue un magasin d'antiquités nommé Goldie's Junk 'N Disorderly pour perpétuer son souvenir.